# Джавдет
Джавде́т — злодей, закадровый персонаж фильма «Белое солнце пустыни», персонаж ряда книг, сценариев, статей, а также стихотворений и анекдотов. Объект ряда научных исследований. Воспет в стихах и употребляется в качестве имени нарицательного в публицистике, и заклятый враг Саида.
О Джавдете известно крайне мало и, в основном, со слов Саида, так как сам Джавдет в кадре не появляется. Со слов Саида его можно охарактеризовать как трусливого, коварного, жадного и безжалостного разбойника, который убил отца Саида, а самого Саида связал и закопал в бархан, дабы тот умирал долгой мучительной смертью под палящим солнцем пустыни. После спасения Саида красноармейцем Суховым со слов Абдуллы, Джавдета не следует искать у Сухого Ручья, так как «его там нет». После разгрома банды Абдуллы Сухов предлагает Саиду свою помощь в поиске Джавдета, но тот категорически отказывается, ввиду того что месть является для него делом первостепенной важности и семейной чести.

## Биография персонажа
В первоначальном сценарии фильма Джавдет не просто связал и закопал Саида в бархан, но для верности предварительно ещё и ранил его — поэтому Сухову пришлось в буквальном смысле слова тащить его до ближайшего населённого пункта — вымышленного городка Педжента. Впоследствии этот и многие другие эпизоды не вошли в конечную прокатную версию картины. Тем не менее, неизменным от первоначального сценария остаётся отказ Саида помогать Сухову защищать отвоёванный гарем — ему надо отомстить Джавдету за смерть отца. Кроме того, сам Сухов не проявил особого интереса к личным проблемам откопанного им ранее Саида — в фильм не вошла соответствующая сцена.
В продолжении фильма, который собирался снимать Владимир Мотыль, счёты Саида с Джавдетом остались не сведёнными, и Джавдет возникал в новом сюжете как один из главных героев продолжения конфликта. По словам самого режиссёра, у него была идея продолжить приключения Сухова, но, по его же словам, этому помешала волокита, связанная со съёмками и выходом в прокат первой ленты: «У нас со сценаристами действительно были идеи сделать вторую и, может, даже третью картину: чтобы Верещагин выплыл, снова встретил Сухова, который так и не может выйти из этой пустыни, чтобы он помог Саиду одолеть Джавдета — вариантов могла быть масса. Но когда я вспоминал, сколько издевательств пришлось мне вытерпеть во время съёмок и особенно после…», — таким образом, съёмки продолжения картины — второй и третьей части — было решено отложить на неопределённое время.

## Научное исследование личности персонажа
Анализируя личность персонажа, декан факультета глубинной психологии ИПИС В. А. Медведев обращает внимание на то обстоятельство, что Джавдет убил его отца в спину, лишив таким образом Саида возможности пройти ритуал посвящения в мужчины. Мечта о мести Джавдету и связанные с ней переживания, которые сопровождают Саида на протяжении всего фильма, обусловлены его своеобразным пограничным состоянием, состоянием экзистенциального выбора между жизнью и смертью. По убеждению В. Медведева, знаменитая финальная фраза фильма, сказанная Саидом красноармейцу Сухову: «Джавдет мой, встретишь — не трогай его…», — предполагает, что Саид опасается, как бы Сухов не убил Джавдета в одиночку и таким образом не лишил возможности самому осуществить месть. Это объяснимо амбивалентностью табу врага, которую выразил Ницше в его произведении «Злая мудрость»: «После опьянения победой всегда появляется чувство большой утраты, наш враг мёртв!» — убив Джавдета, Сухов, образно говоря, «зароет» Саида обратно в песок.
Джавдет ограничивает жизненный мир Саида, сводя его в рамки любви к убитому отцу и ненависти к его убийце — то есть к самому Джавдету. Таким образом, для данного сюжета Джавдет играет роль Клавдия (убийцы отца главного героя шекспировской трагедии «Гамлет, принц датский»), переиначенную на восточный лад. Анализ мира бессознательного Саида приводит В. А. Медведева к убеждению в том, что при осознанной ненависти Саида к Джавдету бессознательно его влечёт к Джавдету, определяя суицидальность Саида, на что намекает его фраза, обращённая к Сухову, который спас его от долгой мучительной смерти: «Зачем откопал? Не будет мне покоя, пока жив Джавдет…». Следуя этим рассуждениям, В. А. Медведев приходит к выводу, что неведомый зрителю Джавдет является единственной жизненной привязанностью Саида (сам Медведев именует их странный дуэт «сладкой парочкой»). Более того, к Сухому Ручью Саид отправился лишь потому, что Джавдета там нет. К концу фильма зрителю постепенно становится ясно — возможно, никакого Джавдета и не было, а был лишь образ, созданный в психической реальности Саида для того, чтобы оправдать постоянное убийство возникающих по сценарию всё новых и новых «джавдетов», проецируя на мир межчеловеческих отношений конфликтную основу собственной психики.
В определённой мере близкую по сути трактовку вымышленности персонажа даёт профессор Ричмондского университета Е. Прохорова, которая в своей книге приходит к выводу, что «неуловимый» Джавдет и Катерина Матвеевна — эти часто повторяющиеся слова употребляются произносящими их героями не как имена, но как некие магические заклинания — мантра — характерная для тех эпизодов фильма, когда персонажи на время отвлекаются от своих эпических приключений. К этой мысли и подводит читателей В. А. Медведев: если Сухов спит и видит Екатерину Матвеевну, которая на протяжении всего фильма существует только в его воображении, то ровно то же самое можно сказать и про Джавдета — в цельном виде он существует только в воображении Саида, а Абдулла, который послал своих людей к Саиду сообщить, чтобы тот «не искал Джавдета в Сухом Ручье, его там нет…», — лишь подыграл таким образом своему знакомому, вскользь упомянув предмет его воображения, но не материализовав его.

## Фразеология, производная от имени персонажа
Все фразы, сказанные в течение фильма различными персонажами — Саидом: «Отца убил, меня закопал, четырёх баранов взял», «Джавдет — мой… Встретишь — не трогай его…», «Не будет покоя, пока жив Джавдет», «Зачем выкопал?», «Если меня убьют, кто отомстит Джавдету?», «Здесь нет Джавдета…»; Абдуллой: «Зачем ты убил моих людей, Саид?! Я послал их сказать, чтобы ты не искал Джавдета в Сухом Ручье, его там нет…»; и Суховым: «Так как с Джавдетом, может, помочь?» — стали нарицательными. Более того, социологические опросы, проведённые специалистами Московского государственного лингвистического университета, показывают, что даже для поколения телезрителей, родившегося в странах на постсоветском пространстве (при том, что фильм вышел в прокат в 1970 году), имя Джавдет стойко ассоциируется с образом жестокого бандита из фильма «Белое солнце пустыни».